# Ільхан Мансиз
Ільхан Мансиз (тур. İlhan Mansız, нар. 10 серпня 1975, Кемптен) — турецький футболіст кримськотатарського походження, що грав на позиції нападника. По завершенні футбольної кар'єри став фігуристом. Чемпіон Туреччини з фігурного катання в парах у 2015 році.

## Клубна кар'єра
Народився 10 серпня 1975 року в німецькому місті Кемптен. Вихованець футбольної школи клубу «Кельн».
У дорослому футболі дебютував 1995 року виступами за команду «Генчлербірлігі», в якій провів один сезон, взявши участь лише у 2 матчах чемпіонату, після чого повернувся до Німеччини, де грав за аматорський мюнхенський «Тюрк Гюджю».
З 2007 року виступав у Туреччині спочатку сезон за «Кушдасиспор» у другому дивізіоні, а потім три роки у Суперлізі за «Самсунспор».
Своєю грою за останню команду привернув увагу представників тренерського штабу клубу «Бешикташ», до складу якого приєднався 2001 року. Відіграв за стамбульську команду наступні три сезони своєї ігрової кар'єри. Більшість часу, проведеного у складі «Бешикташа», був основним гравцем атакувальної ланки команди і одним з головних бомбардирів команди, маючи середню результативність на рівні 0,55 голу за гру першості.
У 2004 році Ільхан недовго пограв за «Віссел» (Кобе). Після поїздки до Японії він підписав контракт з «Герта», але через травму у нього не було можливості вийти на поле. Його контракт розірвали через пункт, в якому говорилося, що якщо він знову пошкодить коліно, його продадуть. Після короткого перебування в «Герті» Ільхан підписав однорічний контракт з турецьким клубом «Анкарагюджю». Він повільно, але впевнено здобував колишню форму після низки травм і допомагав «Анкарагюджю» у турецькій Суперлізі.
Перед початком сезону 2006/07 він оголосив про намір закінчити футбольну кар'єру. З 2007 року з'явилися чутки, що він тренується в Лос-Анджелесі, щоб повернутися у великий спорт. Ці чутки розвіяв сам Ільхан Мансиз і оголосив про підписання контракту з «Анкарагюджю». Однак, перед початком сезону 2007/08 він все-таки заявив про завершення кар'єри.
Він спробував повернутися в професійний футбол і почав тренуватися з командою «Мюнхен 1860» в липні 2009 року.

## Титули і досягнення
- Чемпіон Туреччини (1):

«Бешікташ»: 2002/03
- Найкращий бомбардир Чемпіонату Туреччини (1):

«Бешікташ»: 2001/02
- Бронзовий призер чемпіонату світу: 2002

## Виступи за збірну
2001 року дебютував в офіційних матчах у складі національної збірної Туреччини.
У складі збірної був учасником чемпіонату світу 2002 року в Японії і Південній Кореї, на якому команда здобула бронзові нагороди. У чвертьфіналі проти Сенегалу на 67 хвилині він замінив Хакана Шукюра і забив золотий гол на 94 хвилині. Завдяки цьому Туреччина пройшла в півфінал і зайняла 3 місце. У матчі за третє місце Ільхан віддав гольовий пас Хакану Шукюру, який забив найшвидший гол за всю історію чемпіонатів світу.
Всього протягом кар'єри у національній команді, яка тривала усього 3 роки, провів у формі головної команди країни 21 матч, забивши 7 голів.

## Фігурне катання

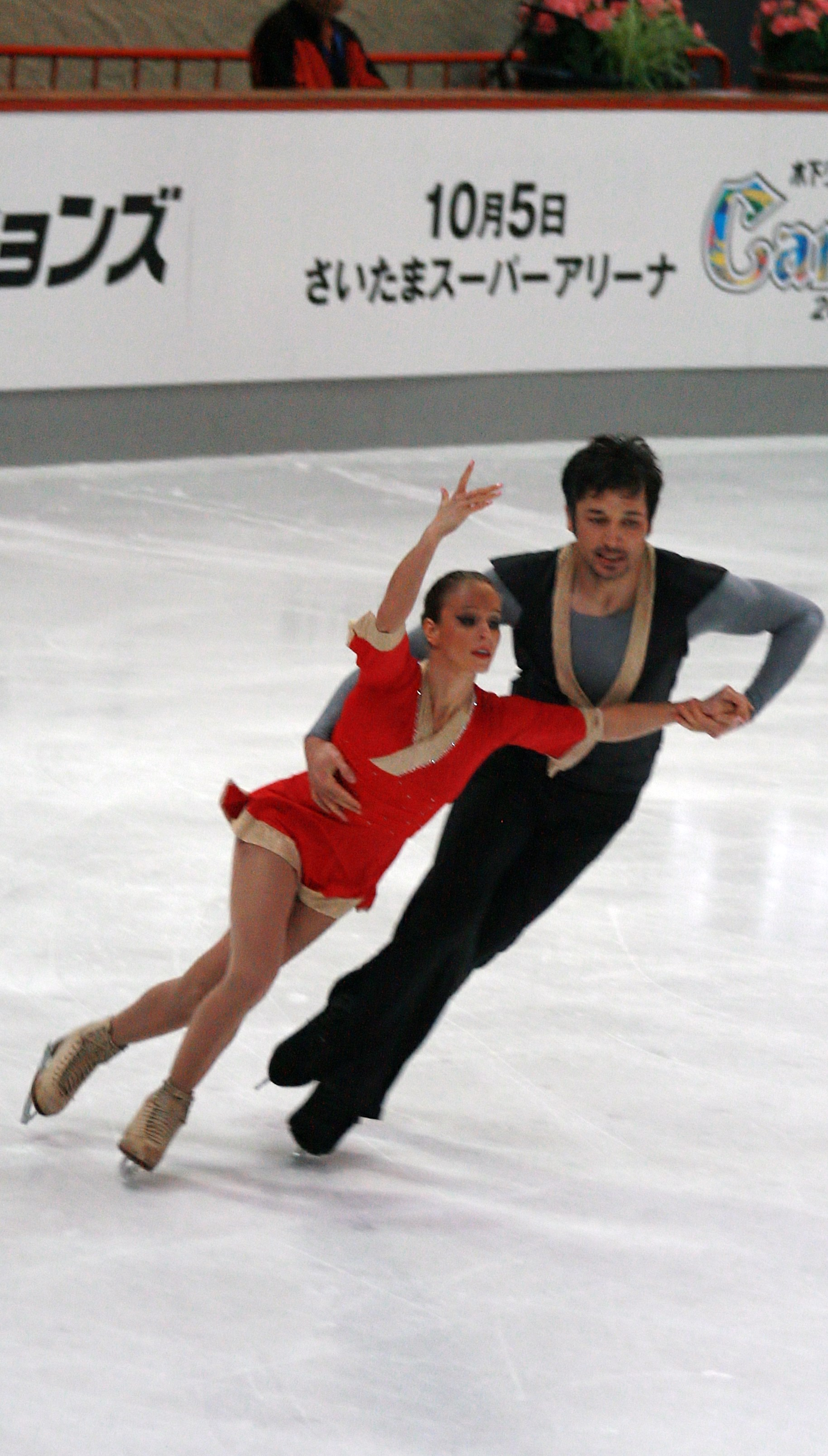
Ольга Бестендігова і Ільхан Масиз на турнірі Nebelhorn Trophy 2013 (довільна програма)

Ільхан навчився кататися на ковзанах відносно пізно (33 роки), коли він виступав на турецькому шоу «Buzda Dans». Він змагався в парі з Ольгою Бестендіговою. Після перемоги на шоу Ільхан Мансиз заявив, що вони з Ольгою почали підготовку до участі в Олімпіаді в Сочі в парному фігурному катанні. Пара дебютувала у кваліфікаційному турнірі Nebelhorn Trophy 2013, де посіла 19-е, останнє місце, і на Олімпіаду не була відібрана. Тим не менш, Бестендігова і Мансиз продовжили участь у змаганнях, зокрема, виступили на турнірі Меморіал Ондрея Непели 2013 у Словаччині.
В наступному році пара продовжувала виступ на турнірі в австрійському Граці та хорватському турнірі Золотий коник Загреба 2014. 
Турецька федерація в 2015 році вперше включила парне фігурне катання у число дисциплін на чемпіонаті Туреччини з фігурного катання. Першими чемпіонами Туреччини в цій дисципліні стали саме Ольга Бестендігова і Ільхан Мансиз.